# Mettler Toledo
Mettler-Toledo je nadnárodní výrobce vah a analytických přístrojů. Společnost Mettler-Toledo se specializuje na výrobu přesných přístrojů určených k profesionálnímu použití. Jedná se o největšího výrobce a dodavatele váhových systémů pro laboratoře, průmysl a prodejny potravin na světě. Laboratorní přístroje Mettler Toledo se používají ve výzkumných, vědeckých, farmaceutických a kontrolních laboratořích v chemickém, farmaceutickém, potravinářském a kosmetickém průmyslu, jakož i v celé řadě dalších průmyslových odvětvích. Společnost působí po celém světě, 35 % čistých tržeb pochází z Evropy a Ameriky, 30 % z Asie a dalších zemí.

## Vznik a historie
Společnost Mettler-Toledo vznikla v roce 1989 fúzí dvou firem: Mettler se sídlem ve Švýcarsku a Toledo Scale se sídlem v Columbusu ve státě Ohio v USA.

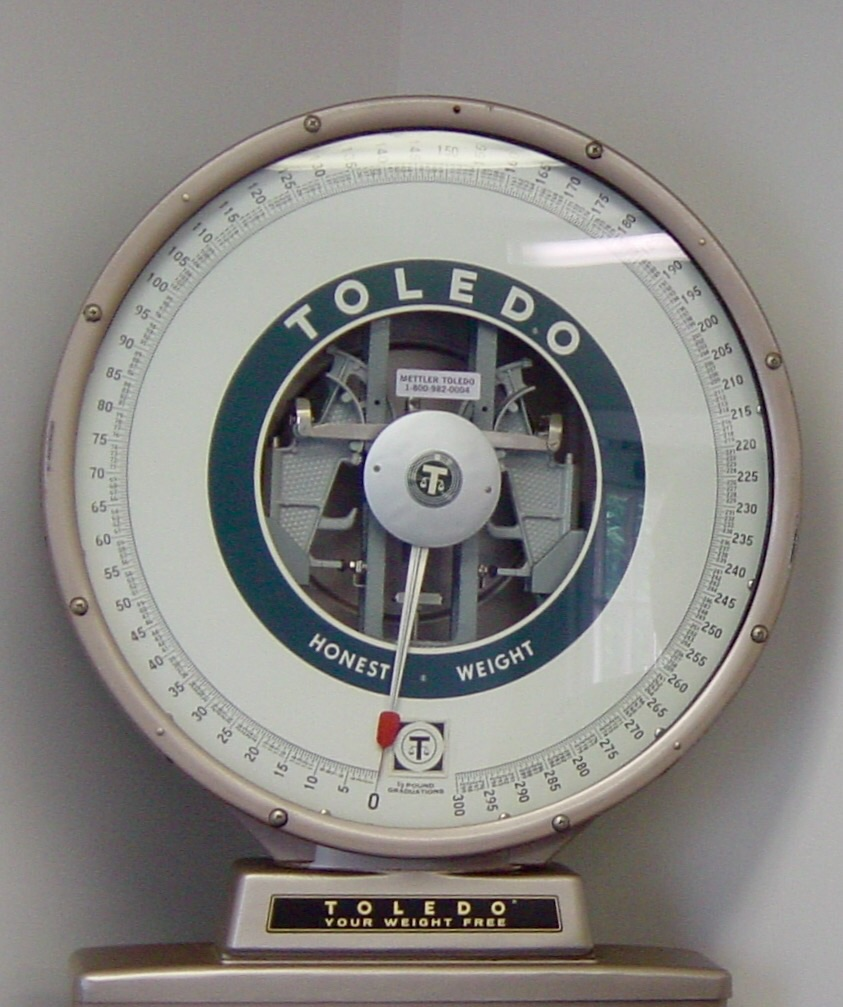
Toledo ciferníková váha

 Vzniklá firma má v současnosti sídlo ve Švýcarsku a pobočky svých mnoha značek po celém světě.
Dr. Erhard Mettler, švýcarský inženýr, založil v roce 1945 v Küsnachtu ve Švýcarsku firmu zaměřenou na přesnou mechaniku. Vynalezl substituční princip u jednomiskových vah, které bylo možné vyrábět sériově. Analytické váhy s jednou vážicí miskou v laboratořích postupně nahradily dříve běžně používané dvoumiskové váhy.
V roce 1980 Mettler firmu prodal společnosti Ciba-Geigy AG. Laboratorní a průmyslový pilíř firmy tak byly doplněny o třetí – maloobchodní. Technologický pokrok umožnil proměnu vah používaných v obchodech na přístroje pro správu rychle se kazícího zboží.
V roce 1989 získal METTLER prostřednictvím akvizice největšího amerického výrobce průmyslových a maloobchodních vah, TOLEDO Scale Corporation se sídlem v Columbusu v Ohiu. Zakladatel této společnosti Henry Theobald uvedl v roce 1901 na trh inovativní prodejní váhy s automatickým zobrazením ceny a hmotnosti.
Na přelomu let 1996 a 1997 prodala společnost Ciba-Geigy AG firmu Mettler-Toledo newyorské investiční společnosti AEA Investors Inc. v rámci přípravy primární emise akcií. Po dokončení primární emise akcií začala být firma obchodována na newyorské burze pod značkou MTD. Díky přirozenému růstu i akvizicím několika dalších firem dosáhla firma současného počtu 10 000 zaměstnanců a tržeb v hodnotě 2 miliardy amerických dolarů (údaje z roku 2008).[zdroj?]

## Provozní struktura
Společnost Mettler-Toledo disponuje velkými prodejními a servisními organizacemi zaměstnávajícími přibližně 6000 (tj. přibližně polovinu) zaměstnanců, kteří se zabývají prodejem a servisem v 36 zemích. Společnost má výrobní závody v Evropě, Spojených státech amerických a Číně.

### Laboratoř
Díky laboratorním vahám bylo od roku 1952 možné stanovit hmotnost s přesností na jednu desetinu miliontiny gramu. V laboratořích rychle zdomácnělo sousloví „váhy Mettler“. Pokroky v oblasti technologie mikroprocesorů během let postupně vedly k vynálezu široké škály produktů pro laboratoře, např. automatických titrátorů a termických analyzátorů. Laboratorní produkty a technologie společnosti Mettler-Toledo zlepšily procesy ve výzkumu a vývoji, farmacii a kontrole kvality. Váhový software přizpůsobený danému využití poskytuje možnost analýzy dat za účelem lepší přesnosti, produktivity a dodržení všech standardů.

### Přístroje RAININ
V roce 2001 koupil Mettler-Toledo firmu Rainin Instrument, LLC, kterou nyní plně vlastní jako dceřinou společnost. Rainin dodává kvalitní pipety a špičky určené pro manipulaci s kapalinami. Dále dodává automatizované systémy pro chemický průmysl, které se využívají při objevování a vývoji léků a chemických sloučenin.

### Průmyslové váhy a systémy
Firma rovněž vyrábí a prodává systémy detekce kovů a další kontrolní systémy instalované na koncích výrobních a balicích linek.
Mezi další produkty této společnosti patří nejrůznější průmyslové vážicí přístroje a související terminály a rovněž software pro farmaceutický, chemický, potravinářský a jiný průmysl. Dále firma nabízí systémy detekce kovů a další kontrolní systémy instalované na koncích výrobních a balicích linek. Společnost dodává řešení využívající automatickou identifikaci a sběr dat se zabudovanými technologiemi pro vážení za pohybu, stanovování rozměrů a identifikaci v dopravě, přepravě zboží a logistice. V jejím portfoliu se nachází i robustní průmyslové váhy a související software.
Řešení Cargoscan Dimensioning společnosti Mettler-Toledo používají mezinárodní dopravní firmy, malí přepravci, sklady a distribuční centra všude ve světě. Všechny systémy odpovídají mezinárodním standardům pro míry a váhy, čímž je zajištěna vysoká výkonnost přístrojů. Technologie laserového dálkoměru prokazatelně zvyšuje přesnost procesů v tomto odvětví, což má pozitivní vliv na tržby.[zdroj?]
Řešení Safeline vyvinula v roce 1989 sama společnost Mettler-Toledo. Produkt Safeline představoval pokrokový detektor kovu vybavený digitální technologií pro větší citlivost a přesnost.
V roce 1997 proběhla akvizice firmy Raytech za účelem rozšíření nabídky řešení v oblasti detekce. Raytech vyráběl vybavení pro rentgenovou kontrolu. Vybavení pro rentgenovou kontrolu v kombinaci s detekčními přístroji poskytlo firmám možnost identifikovat několik kontaminantů najednou a zároveň ověřit integritu produktu a mít pod kontrolou velikost porcí.Mettler-Toledo CI-Vision je dceřiná společnost, kterou plně vlastní Mettler-Toledo Inc. Mettler-Toledo Product Inspection Group, sestávající z CI-Vision, Hi-Speed a Safeline, je dodavatelem in-line kontrolních vah, detektorů kovu, strojových optických systémů a systémů pro rentgenovou kontrolu.

### Průmyslové systémy měření – procesní analytika
Divize procesní analytiky Thornton, Inc. založená v roce 1964 vyvíjí, vyrábí, prodává a dodává přístroje a snímače používané pro měření a řízení procesů úpravy kapalin. Pomocí těchto přístrojů lze měřit a řídit úpravu čisté vody ve farmaceutickém průmyslu, a také měřit parametry konduktivity/rezistivity, celkového obsahu organického uhlíku (TOC), pH, rozpuštěného kyslíku (DO), rozpuštěného ozónu a toku v polovodičovém a elektrickém průmyslu.
INGOLD byl založen v r. 1948 a specializuje se na řešení pro měření pH, rozpuštěného kyslíku (DO), konduktivity, zákalu a obsahu CO2 v rámci procesní analytiky v chemickém, farmaceutickém a potravinářsko-nápojovém průmyslu.

### Maloobchod – obchodní váhy
Pro prodejny potravin nabízí společnost Mettler-Toledo široký sortiment přístrojů a výrobků pro zajištění zásobování čerstvými potravinami, od přijetí, přes předbalování, samoobslužné úseky, pulty s lahůdkami až po pokladní terminály. Přístroje společnosti Mettler-Toledo jsou schopny pracovat v propojené síti a shromažďovat údaje o jednotlivých položkách. Software pomáhá zákazníků, s oceňováním, etiketováním a řízením zásob, a také poskytuje cenné informace pro důležité obchodní rozhodování spojené se zbožím.